# A Voz do Brasil
A Voz do Brasil é um noticiário radiofônico estatal da Empresa Brasil de Comunicação. É o programa de rádio mais antigo do país e do hemisfério sul ainda em difusão, tendo sido criado em 22 de julho de 1935 no governo de Getúlio Vargas com o nome de Programa Nacional. Em 1938, passou a ter transmissão obrigatória com horário fixo das 19 às 20h, mudando sua denominação para A Hora do Brasil. Em 1962, adotou por fim o nome A Voz do Brasil.

## História
O programa foi criado por Armando Campos, amigo de infância de Getúlio Vargas, governo deste último, e passou ser transmitido a partir de 1935 com o nome de Programa Nacional, visando a divulgação dos principais acontecimentos da vida nacional.
Foi ao ar pela primeira vez no dia 22 de julho de 1935, na voz do locutor carioca Luís Jatobá. Além de Jatobá, as apresentações iniciais contaram, também, com Pedro Conte e Zolaqui Diniz, e sua produção ficava a cargo do Departamento Oficial de Publicidade, substituído em 1934 pelo Departamento de Propaganda e Difusão Cultural (DPDC), e em 1938, pelo Departamento Nacional de Propaganda (DNP).
Em 3 de janeiro de 1938, o Programa Nacional é renomeado para Hora do Brasil, e passa a ser retransmitido obrigatoriamente por todas as emissoras do país, entre 19h00 e 20h00, somente com a divulgação dos atos do Poder Executivo. Inicialmente, sempre quando eram iniciadas suas transmissões, o locutor falava a frase que se tornou o marco do noticiário: "Na Guanabara, 19 horas..." (substituída para "Em Brasília, 19 horas", quando a capital federal foi transferida em 1960). O então presidente Getúlio Vargas usava a Hora do Brasil para falar diretamente ao povo, discursando e também anunciando as realizações do seu governo.

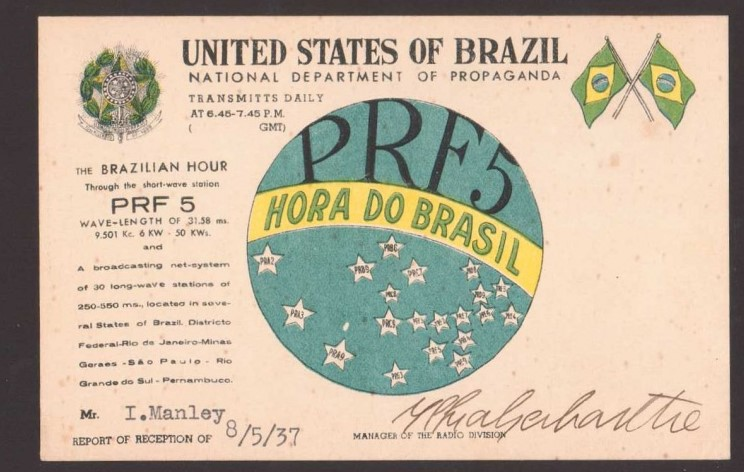
Cartão com mídia em língua inglesa do programa em 1937.

A partir de 1939, a Hora do Brasil passou a ser produzida pelo Departamento de Imprensa e Propaganda  (DIP), que tomou o lugar do DNP. O programa destinava-se a cumprir três finalidades: informativa, cultural e cívica. Além de informar detalhadamente sobre os atos do presidente da República e as realizações do Estado, a Hora do Brasil incluía uma programação cultural que pretendia incentivar o gosto pela "boa música" através da audição de autores considerados célebres. A música brasileira era privilegiada, já que 70% do acervo era constituído de obras de compositores nacionais. Comentários sobre a arte popular, em suas várias expressões regionais, e sobre pontos turísticos do país também eram incluídos na programação. Quanto à parte cívica, era composta de "recordações do passado", em que se exaltavam os feitos da nacionalidade. As peças de radioteatro, para as quais eram convidados os mais destacados dramaturgos da época, como Joracy Camargo, tratavam de dramas históricos, como a retirada da Laguna, a abolição da escravatura e a proclamação da República.
Durante todo o período em que esteve à frente do Ministério do Trabalho (de janeiro de 1942 a julho de 1945), Alexandre Marcondes Filho fez palestras semanais na Hora do Brasil dirigidas aos trabalhadores. Foram ao ar mais de 200 palestras, com duração aproximada de dez minutos, todas as quinta-feiras. No dia seguinte as palestras eram publicadas pelo jornal porta-voz do regime, A Manhã. Popularmente, o programa Hora do Brasil ficou conhecido como "o fala sozinho". Para desfazer essa imagem, o governo, através do jornal A Manhã, realizava enquetes de opinião nas ruas da cidade. Os resultados da pesquisa procuravam reforçar a impressão favorável do público. Em 6 de dezembro de 1946, o presidente Eurico Gaspar Dutra assinou o decreto nº 9 788, que extinguia o DIP, passando assim a Hora do Brasil a ser produzida pela Agência Nacional.
Em 1962, a partir da entrada em vigor do Código Brasileiro de Telecomunicações, o Poder Legislativo passou a ocupar a segunda meia hora do noticiário. É também nesse mesmo ano que o programa passa a se chamar A Voz do Brasil. Mais tarde, o Poder Judiciário passou a ocupar os últimos cinco dos trinta minutos iniciais e o Tribunal de Contas da União, o minuto final do programa obrigatório, que vai ao ar esporadicamente. Durante o regime militar, o segmento legislativo do programa era muitas vezes o único horário no controle da oposição. Em 1972, o tradicional tema de abertura O Guarani foi substituído pelos acordes do Hino da Independência do Brasil, composto pelo Imperador Dom Pedro I em 1822. Nesta época, o foco do noticiário deixou de se concentrar nos atos dos três poderes e passou a tratar de temas cotidianos, com ênfase nas notícias policiais e no esporte.
Em 1979, a Agência Nacional é substituída pela Empresa Brasileira de Notícias (EBN), que passa a ser responsável pela produção do programa até ser absorvida pela Radiobrás, em 1988. Com o governo de José Sarney em 1985, A Voz do Brasil volta a ter as características originais, incluindo a ópera O Guarani como tema de abertura. Em 1995, A Voz do Brasil entrou para o Guiness Book como o programa de rádio mais antigo do Brasil.
Em 2007, o Governo Federal fundiu a Radiobrás e a Associação de Comunicação Educativa Roquette Pinto numa só empresa, criando a Empresa Brasil de Comunicação, e o programa então passou a ser produzido pela EBC Serviços. Em 31 de outubro de 2016, o noticiário foi repaginado, ganhando a locução de Airton Medeiros e Gláucia Gomes, e passando a ter uma participação mais ativa dos ouvintes através de quadros especiais e das redes sociais. Em julho de 2017, os apresentadores eventuais Nasi Brum e Gabriela Mendes tornam-se os novos titulares do noticiário.

## Formato
A Voz do Brasil tradicionalmente inicia-se com a frase "Em Brasília, dezenove horas", seguida dos acordes da ópera Il Guarany, de Carlos Gomes, seu tema de abertura. Com o passar dos anos, o tema recebeu versões em samba, choro, capoeira, e mais recentemente, uma versão em música clássica foi encomendada para o relançamento do programa em 2016. Atualmente, A Voz do Brasil é dividido nos blocos:
- Poder Executivo
- Poder Judiciário (Notícias do Poder Judiciário)
- Poder Legislativo - Senado (Jornal do Senado)
- Poder Legislativo - Câmara (Jornal Câmara dos Deputados)
- Minuto do TCU

## Controvérsia sobre a obrigatoriedade de transmissão

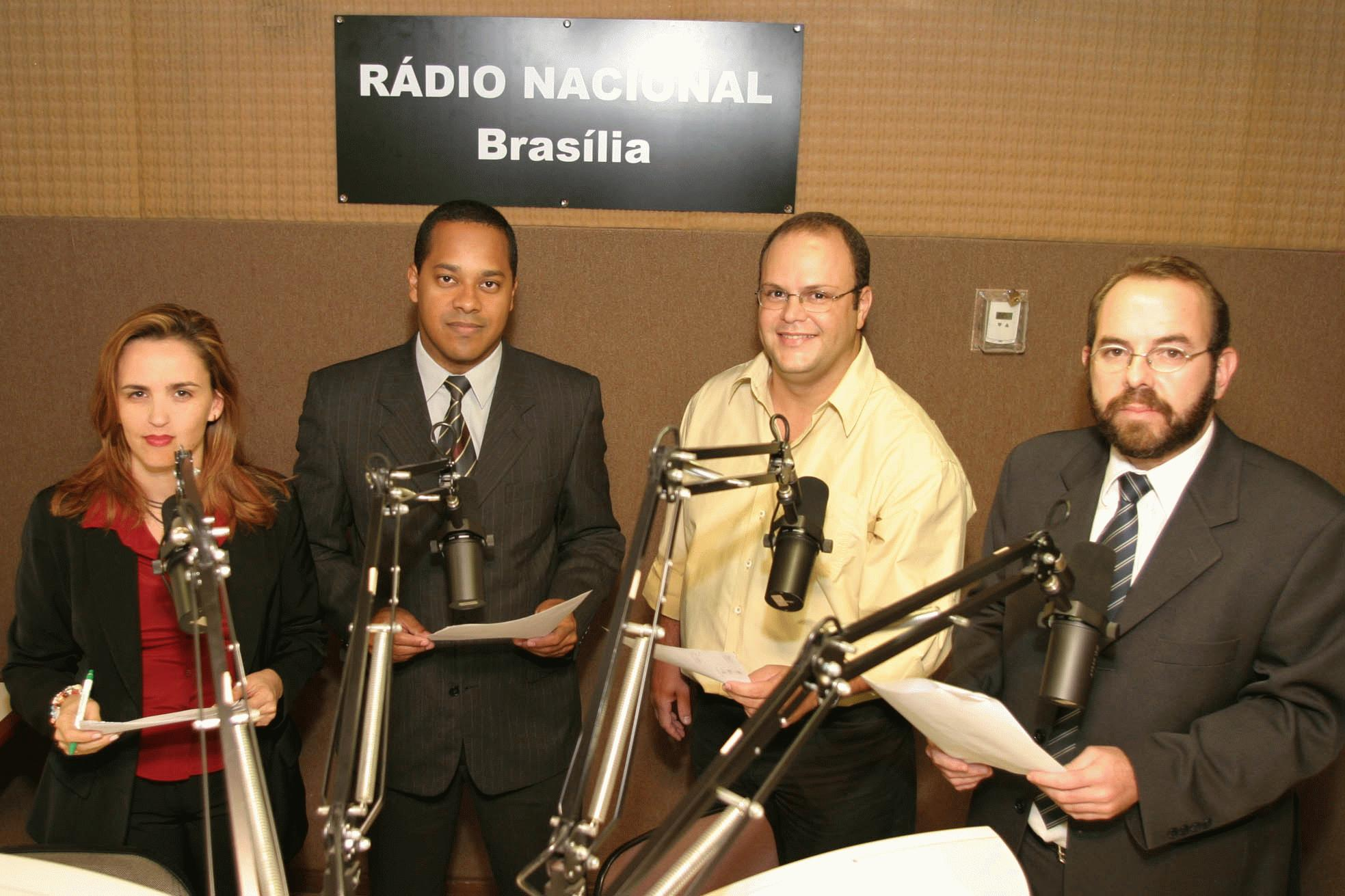
Apresentação do programa nos estúdios da Rádio Nacional de Brasília em 2003.

A Voz do Brasil é um programa de veiculação obrigatória — exceto em fins de semana e feriados nacionais — em todas as emissoras de rádio do Brasil, regulado pela lei nº 4 117 de 27 de agosto de 1962 (Artigo 38, parágrafo E), que institui o Código Brasileiro de Telecomunicações, sendo isso historicamente motivo de controvérsia entre radiodifusores e ouvintes.
Na década de 1930, o governo criou na Rádio Clube do Brasil o embrião da Voz do Brasil, chamado de Hora Nacional, que era um programa de propaganda do governo de Getúlio Vargas disfarçado de programa educativo. Tão logo tornou-se obrigatória sua transmissão por ordem do Ministério de Viação e Obras Públicas, os proprietários das rádios Record, Educadora, Cruzeiro do Sul, Cultura e São Paulo (todas do estado de São Paulo, que havia recentemente batalhado contra as tropas de Vargas na Revolução Constitucionalista de 1932) assinaram em 24 de maio de 1934 um manifesto onde se recusavam a transmitir o programa por considerar que aquilo era um ato de ditadura. O ministro José Américo de Almeida então obrigou as emissoras a ficar em silêncio, durante o horário de transmissão do mesmo, na época entre 20h30 e 21h30. O boicote ao programa, que acabou ganhando o apelido de "Hora do Silêncio" só foi resolvido quando Paulo Machado de Carvalho, proprietário da Rádio Record e líder do movimento, reuniu-se com o ministro em 27 de maio e fez uma proposta de redução da sua duração para 30 minutos, de modo que as emissoras não sofressem prejuízos financeiros por conta de sua veiculação. O governo acatou a proposta e reduziu a Hora Nacional para 30 minutos, mantidos até a reformulação em 1938, quando novamente voltou a ter 60 minutos.
Após o fim do Estado Novo, os radiodifusores voltaram a fazer pressão contra o governo para a extinção do programa. Porém, o presidente Eurico Gaspar Dutra manteve a sua transmissão, de modo a fazer também propaganda do seu governo. Pressão similar também ocorreu após o presidente Café Filho assumir o governo em 1954, mas ao baixar o decreto de extinção do noticiário, o presidente "teve que voltar atrás" para anuncia-lo à população, o que só era possível através do programa. Nos dias atuais, os radiodifusores consideram que a proposta da Voz do Brasil de levar a informação a todos os brasileiros já não faz mais sentido, uma vez que diferente de quando o noticiário foi criado em 1935, o rádio era o único meio de comunicação de massa existente no país, e por seu horário de transmissão (19h00) ser de horário de pico nos grandes centros urbanos, as emissoras ficam sem condições de dar informações em tempo real sobre trânsito a ouvintes que estão dirigindo, por exemplo.
Algumas rádios, entretanto, conseguiram liminares na justiça, que lhes permitem transmitir o programa em outros horários. A Jovem Pan FM de Curitiba, Paraná, transmitiu A Voz do Brasil às 5h00 por mais de 12 anos, até que sua autorização para trocar o horário foi revogada em janeiro de 2012, embora a estação ainda se recusasse a transmiti-lo em seu horário normal de 19h00. Além disso, a Associação de Emissoras de Radiodifusão do Paraná conseguiu uma liminar geral, aplicável a todas as estações no estado, de 2008 a 2009. De 2006 a 2010, as estações no Rio Grande do Sul também poderiam transmitir o programa em horário diferente do habitual graças a uma liminar obtida pelas emissoras desse estado; as estações do Grupo RBS continuaram a transmitir programas alternativos via internet e televisão por assinatura, mesmo depois que o Supremo Tribunal Federal derrubou a liminar permitindo que o horário de programa fosse trocado. Em São Paulo, a Metropolitana FM já chegou a ser penalizada com uma suspensão obrigatória de um dia de programação em 2013 por não transmitir A Voz do Brasil em seu horário normal.
A reputação negativa da A Voz do Brasil inspirou um recurso no aplicativo móvel da Rádio Paradiso, que transmite para a cidade do Rio de Janeiro. Em 2017, o aplicativo começou a rastrear por GPS a velocidade em que seus usuários dirigem no trânsito. Ao detectar um usuário dirigindo acima do limite de velocidade do local em que se encontrava, ele passou a impor uma "multa sonora", sujeitando o usuário a um minuto do programa, que a emissora descreveu como "um pesadelo para todos os brasileiros".
Em fevereiro de 2019, o deputado federal por São Paulo, Kim Kataguiri, do Democratas, apresentou uma proposta na Câmara para pedir o fim da obrigatoriedade da exibição do programa nas estações de rádio privadas.

### Flexibilização do horário de transmissão
Em 12 de junho de 2014, entrou em vigor uma medida provisória, promulgada pela presidente Dilma Rousseff, que autorizava a flexibilização de transmissão da Voz do Brasil entre 19h00 e 22h00, para beneficiar as emissoras que iriam transmitir a Copa do Mundo de 2014. Em 2016, o presidente Michel Temer também editou uma medida provisória semelhante autorizando as rádios a flexibilizarem o horário do programa durante os Jogos Olímpicos e os Jogos Paralímpicos de 2016 na mesma faixa de horário, também valendo para emissoras que não transmitem o evento.
Em 4 de abril de 2018, o presidente Michel Temer assinou a lei nº 13 644, flexibilizando em definitivo a transmissão do noticiário entre 19h00 e 22h00 para as emissoras comerciais e emissoras educativas controladas pelo poder legislativo (federal, estadual e municipal). As demais emissoras educativas continuaram obrigadas a veicular o programa no horário habitual de 19h00-20h00.
Em 12 de agosto de 2020, foi publicada uma medida para a não retransmissão ou retransmissão em outro horário (fora da faixa de flexibilização) do programa em casos de acontecimentos de forte repercussão pública.